# Motí a la Bounty
Motí a la Bounty (Mutiny on the Bounty) és una pel·lícula estatunidenca dirigida per Lewis Milestone, estrenada el 1962. Aquesta pel·lícula ha estat doblada al català.

## Argument
La pel·lícula conta el verdader motí portat per Fletcher Christian que va tenir lloc el 1790 a bord del Bounty. El capità Bligh donava proves de crueltat cap a la seva tripulació i la majoria dels oficials.

## Repartiment
- Trevor Howard: Capità Bligh
- Marlon Brando: Christian Fletcher
- Richard Harris: John Mills
- Richard Haydn: William Brown
- Tarita Tériipaia: Maimiti
- Percy Herbert: Matthew Quintal
- Duncan Lamont: John Williams
- Gordon Jackson: Edward Birkett
- Chips Rafferty: Byrne
- Noel Purcell: McCoy
- Eddie Byrne: John Fryer
- Frank Silvera: Minariï
- Ashley Cowan: Mack